# العلاقات الغامبية اللاتفية
العلاقات الغامبية اللاتفية هي العلاقات الثنائية التي تجمع بين غامبيا ولاتفيا.

## مقارنة بين البلدين
هذه مقارنة عامة ومرجعية للدولتين:
| وجه المقارنة                                              | غامبيا       | لاتفيا                                             |
| --------------------------------------------------------- | ------------ | -------------------------------------------------- |
| المساحة (كم2)                                             | 11.30 ألف    | 64.59 ألف                                          |
| عدد السكان (نسمة)                                         | 2.10 مليون   | 1.93 مليون                                         |
| الكثافة السكانية (ن./كم²)                                 | 185.84       | 29.88                                              |
| العاصمة                                                   | بانجول       | ريغا                                               |
| اللغة الرسمية                                             | لغة إنجليزية | اللغة اللاتفية                                     |
| العملة                                                    | دالاسي غامبي | يورو، لاتس لاتفي، الروبل اللاتفي ‏، الروبل اللاتفي ‏ |
| الناتج المحلي الإجمالي (بليون دولار)                      | 1.01 مليار   | 30.26 مليار                                        |
| الناتج المحلي الإجمالي (تعادل القوة الشرائية) بليون دولار | 3.34 مليار   | 49.24 مليار                                        |
| الناتج المحلي الإجمالي الاسمي للفرد دولار أمريكي          | 471          | 14.06 ألف                                          |
| الناتج المحلي الإجمالي للفرد دولار أمريكي                 |              | 23.55 ألف                                          |
| مؤشر التنمية البشرية                                      | 0.441        | 0.819                                              |
| رمز المكالمات الدولي                                      | +220         | +371                                               |
| رمز الإنترنت                                              | .gm          | .lv                                                |
| المنطقة الزمنية                                           | 00           | ت ع م+02:00، ت ع م+03:00، أوروبا/ريغا ‏             |

## منظمات دولية مشتركة
يشترك البلدان في عضوية مجموعة من المنظمات الدولية، منها:
| علم المنظمة | اسم المنظمة                               | تاريخ انضمام غامبيا | تاريخ انضمام لاتفيا |
| ----------- | ----------------------------------------- | ------------------- | ------------------- |
|             | مؤسسة التنمية الدولية                     | 18 أكتوبر 1967      | 11 أغسطس 1992       |
|             | يونسكو                                    | 1 أغسطس 1973        | 9 يوليو 1951        |
|             | مؤسسة التمويل الدولية                     | 19 سبتمبر 1983      | 29 سبتمبر 1993      |
|             | منظمة حظر الأسلحة الكيميائية              | ?                   | ?                   |
|             | الأمم المتحدة                             | 21 سبتمبر 1965      | 17 سبتمبر 1991      |
|             | الاتحاد الدولي للاتصالات                  | 27 مايو 1974        | 11 ديسمبر 1921      |
|             | منظمة الشرطة الجنائية الدولية             | ?                   | ?                   |
|             | البنك الدولي للإنشاء والتعمير             | 18 أكتوبر 1967      | 11 أغسطس 1992       |
|             | الاتحاد البريدي العالمي                   | ?                   | ?                   |
|             | المركز الدولي لتسوية المنازعات الاستشارية | 26 يناير 1975       | 7 سبتمبر 1997       |
|             | وكالة ضمان الاستثمار متعدد الأطراف        | 11 سبتمبر 1992      | 21 أغسطس 1998       |
|             | منظمة التجارة العالمية                    | ?                   | 1999                |

## وصلات خارجية
- موقع وزارة الخارجية الغامبية
- موقع وزارة الخارجية اللاتفية